# Apaturris costifera
Apaturris costifera May, 1920 è un mollusco gasteropode marino della famiglia Borsoniidae.

## Descrizione
Il piccolo guscio è fusiforme e di colore bianco. Presenta 5 spirali e mezzo, dalla forma arrotondata, le prime due sono abbastanza lisce, le restanti sono attraversate longitudinalmente da degli incavi.
La lunghezza è di 4,5 mm, mentre la larghezza è di 2 mm.
Questa specie assomiglia molto a Mitromorpha axicostata. Ha, tuttavia, un guscio più stretto, con spirali più arrotondate. Ha anche un apice più smussato.

## Distribuzione e habitat
Questa specie marina si trova in Australia al largo della Tasmania.